# Madeline Angel
Laura Madeline Angel (geb. 17. September 1908 in Adelaide; gest. 1. Oktober 1990 in Kensington Park) war eine australische Parasitologin an der University of Adelaide. Sie forschte vor allem über Saugwürmer. Die Saugwurmart Retrobulla angelae (Cryptogonimidae) und der Spulwurm Madelinema angelae sind nach ihr benannt.

## Leben
Madeline Angel studierte an der University of Adelaide und erwarb den Master of Science mit einer Arbeit über die Morphologie eines aquatischen Kelchwurms und unterrichtete anschließend 30 Jahre an der University of Adelaide. Während des Zweiten Weltkriegs diente Angel als Pathologin im Australian Army Medical Corps. Dann wandte sie sich der Erforschung der Saugwürmer zu und arbeitete hierbei eng mit Patricia Mawson, T. Harvey Johnston und John Pearson zusammen. Sie war Mitglied der Marine Biological Association of the United Kingdom und der Malacological Society of Australia.